# تپه پیرمحمد (مقبره)
تپه پیر محمد (مقبره) مربوط به هزاره ۱- دوران‌های تاریخی پس از اسلام است و در شهرستان سقز، بخش مرکزی، روستای کندلان واقع شده و این اثر در تاریخ ۲۳ شهریور ۱۳۸۲ با شمارهٔ ثبت ۱۰۰۷۶ به‌عنوان یکی از آثار ملی ایران به ثبت رسیده است.